# Zhao Xue
Dans ce nom, le nom de famille, Zhao, précède le nom personnel.
Zhao Xue (赵 雪, née à Jinan le 6 avril 1985) est une joueuse d'échecs chinoise grand maître international.
Au 1er février 2015, elle est la 11e joueuse mondiale, avec un classement Elo de 2 527 points.

## Carrière aux échecs

### Championne du monde junior
En 2002, Zhao Xue gagne le championnat du monde junior féminin (moins de 20 ans). Elle avait auparavant remporté le championnat du monde féminin de la jeunesse dans les catégories moins de 12 ans (en 1997) et moins de 14 ans (en 1999).

### Compétitions par équipe
Zhao Xue participe aux  olympiades d'échecs féminines de 2002 à 2016,.
Elle participe pleinement aux succès chinois des olympiades féminines de 2002 à Bled, où elle marque 11/12 au 4e échiquier, de 2004 à Calvià où elle fait 10/12 au 3e échiquier et de 2016 à Bakou où elle marque 3,5 points sur 6 au troisième échiquier. En 2006, elle marque 10 points sur 13 (médaille d'or) au premier échiquier de la Chine qui finit troisième de la compétition. Elle gagne à ses deux premières participations (2002 et 2004) la médaille d'or de la meilleure performance individuelle. En 2012, elle est médaille d'or individuelle au deuxième échiquier avec 8 points sur 10.
Elle tient le premier échiquier de l'équipe de Chine féminine au championnat du monde par équipe mixte de 2005 qui s'est déroulé à Beer-Sheva mais ne marque que 1,5 points en 7 parties.
Elle dispute le championnat du monde par équipes féminines de 2007 à 2011 et en 2017, remportant trois médailles d'or par équipe (en 2007, 2009 et 2011), une médaille d'argent par équipe et trois médailles d'or individuelles.

### Tournois internationaux
En juillet 2007, Zhao Xue remporte deux forts tournois internationaux féminins : le tournoi des reines de Bad Hombourg avec 7,5 points sur 9 et la Coupe d'Oural du nord 2007, ex æquo avec Zhu Chen (vainqueur grâce à un meilleur départage).
En octobre 2011 elle remporte le Grand-Prix féminin de Naltchik, qui est la troisième étape du Grand Prix FIDE féminin 2011-2012 organisé par la Fédération internationale des échecs (FIDE). La victoire au tournoi de Naltchik est remportée en absence des trois meilleures joueuses mondiales : Judit Polgar qui ne joue aucun tournoi féminin, Humpy Koneru et Hou Yifan, qui préparaient leur match de championnat du monde de novembre 2011. Zhao Xue marque 9,5 points en 11 parties (9 victoires, une nulle et une défaite), soit 2,5 points au-dessus de la deuxième, sa compatriote Ju Wenjun, qui l'a vaincue dans la dernière ronde. Cette performance est sa meilleure réussite dans un tournoi en 2011 avec une performance Elo de 2 828 points, soit 331 points de plus que son classement Elo de 2 497 au début du tournoi. Avant la dernière ronde, qu'elle a donc perdue, elle menait avec un score de 9.5/10 et une performance de 3 016, performance quasi inédite lors d'un tournoi. Ses neuf parties gagnées l'ont été généralement rapidement et de manière convaincante,.
En janvier 2013, Zhao Xue finit cinquième ex æquo du festival d'échecs de Gibraltar (tournoi mixte) et la première joueuse du tournoi avec 7,5 points sur 10 et un demi-point derrière les quatre premiers (avec 8 points sur 10).

### Championnats du monde féminins
| Année | Lieu                    | Résultat                         | Ultime adversaire  | Adversaires battues                                                   |
| ----- | ----------------------- | -------------------------------- | ------------------ | --------------------------------------------------------------------- |
| 2004  | Elista                  | deuxième tour                    | Elisabeth Pähtz    | Shadi Paridar                                                         |
| 2006  | Iekaterinbourg, Russie  | premier tour                     | Maria Koursova     |                                                                       |
| 2008  | Naltchik, Russie        | deuxième tour                    | Shen Yang          | Marisa Zuriel                                                         |
| 2010  | Hatay, Turquie          | demi-finaliste                   | Ruan Lufei         | Martha Fierro, Maïa Tchibourdanidzé, Yelena Dembo, Almira Skripchenko |
| 2012  | Khanty-Mansiïsk, Russie | quart de finale (quatrième tour) | Dronavalli Harika  | Natalia Khoudgarian, Nino Khourtsidzé Mariya Mouzytchouk              |
| 2015  | Sotchi                  | quart de finale (quatrième tour) | Natalia Pogonina   | Marisa Zuriel, Salomé Melia, Bela Khotenashvili                       |
| 2017  | Téhéran                 | deuxième tour                    | Padmini Rout       | Ayelen Martinez                                                       |
| 2018  | Khanty-Mansiïsk         | deuxième tour                    | Zhansaya Abdumalik | Carolina Luján                                                        |